# Maringka Baker
Maringka Baker (Kaliumpil, c. 1952) es una artista aborigen del centro de Australia cuyos trabajos se encuentras en la Galería Nacional de Australia, la Universidad Nacional de Australia y la Galería Nacional de Victoria entre otros espacios.

## Biografía
Vive en la comunidad Pitjantjatjara de Kaṉpi, Australia del Sur, y pinta para Tjungu Palya, con sede en la cercana Nyapaṟi. Maringka pinta historias sagradas del Dreaming (espiritualidad) de su familia. Además de los importantes significados culturales que tienen, sus pinturas son conocidas por ser ricas en colores y contrastes. A menudo pinta el paisaje desértico en colores verdes brillantes, y lo contrasta con rojos y ocres para representar accidentes geográficos. También usa capas de colores contrastantes para mostrar el detalle del desierto en plena floración. 
Maringka nació en el interior de Australia Occidental alrededor de 1952. Nació en Kaliumpil, un antiguo sitio ceremonial y de acampada en las tierras de Ngaanyatjarra. Su madre y su padre murieron cuando ella era una niña, y Maringka fue criada por Anmanari Brown y otros parientes. Fue a la escuela primaria en la misión de Warburton, pero se escapó para reunirse con familiares en Ernabella. Más tarde se mudó a Kaltjiti, donde terminó la escuela secundaria y consiguió un trabajo como maestra. A fines de la década de 1960, Maringka se casó con un hombre de Papulankutja. Tuvieron una hija, Elaine, en 1969. El esposo de Maringka murió cuando Elaine aún era un bebé. Maringka se convirtió en trabajadora de la salud y se mudó con su hija a Irrunytju para trabajar en la clínica local. En la década de 1980, Maringka se casó con Douglas Baker (sobrino de Jimmy Baker) y se mudaron al este para vivir en Kaṉpi.
Maringka comenzó a pintar en 2004. Pinta para Tjungu Palya, un centro de arte comunitario con sede en las cercanías de Nyapaṟi. Se ha convertido en una de las pintoras más conocidas del centro.  Desde 2005, el trabajo de Maringka se ha exhibido en muchas ciudades de Australia, incluidas Adelaide, Alice Springs, Broome, Canberra, Melbourne, Perth y Sídney. En el extranjero, su trabajo se ha mostrado en exposiciones en Singapur, Seattle y Londres. Su trabajo se encuentra en la Galería Nacional de Australia, la Galería de Arte de Australia Meridional, la Universidad Nacional de Australia y la Galería Nacional de Victoria.
En 2007, Maringka fue una de los treinta artistas presentados en la primera exposición Trienal Nacional de Arte Indígena, Guerreros de la Cultura, en la Galería Nacional de Australia en Canberra. Mostraba cuatro de sus pinturas: Anmangunga (2006), Kata Ala (2006), Ngura Mankurpa (2006) y Kuru Ala (2007). El último de estos, Kuru Ala, es una representación de un sitio sagrado para mujeres cerca de Tjuntjuntjara que está asociado con la historia de la creación de las Siete Hermanas (llamada Kungkarrakalpa en Pitjantjatjara). Fue elegida finalista del Premio Nacional de Arte Aborigen e Isleño del Estrecho de Torres en 2009, y se exhibe en la Galería Nacional de Canberra. 

## Colecciones
Tiene obras en las colecciones de:
- la Galería Nacional de Victoria (Pukara).[8]
- la Galería Nacional de Australia (3 obras que incluyen Kuru Ala, 2008 y Kuru Ala 2007)[9]

## Otros sitios web
- Maringka Baker Archivado el 4 de marzo de 2011 en Wayback Machine. en Short Street Gallery

- Datos: Q12859017